# Duncan Currie
Duncan Currie (* 13. August 1892 in Kilwinning, Schottland; † 1. Juli 1916 bei Ovillers-la-Boisselle, Frankreich) war ein schottischer Fußballspieler.

## Karriere und Leben

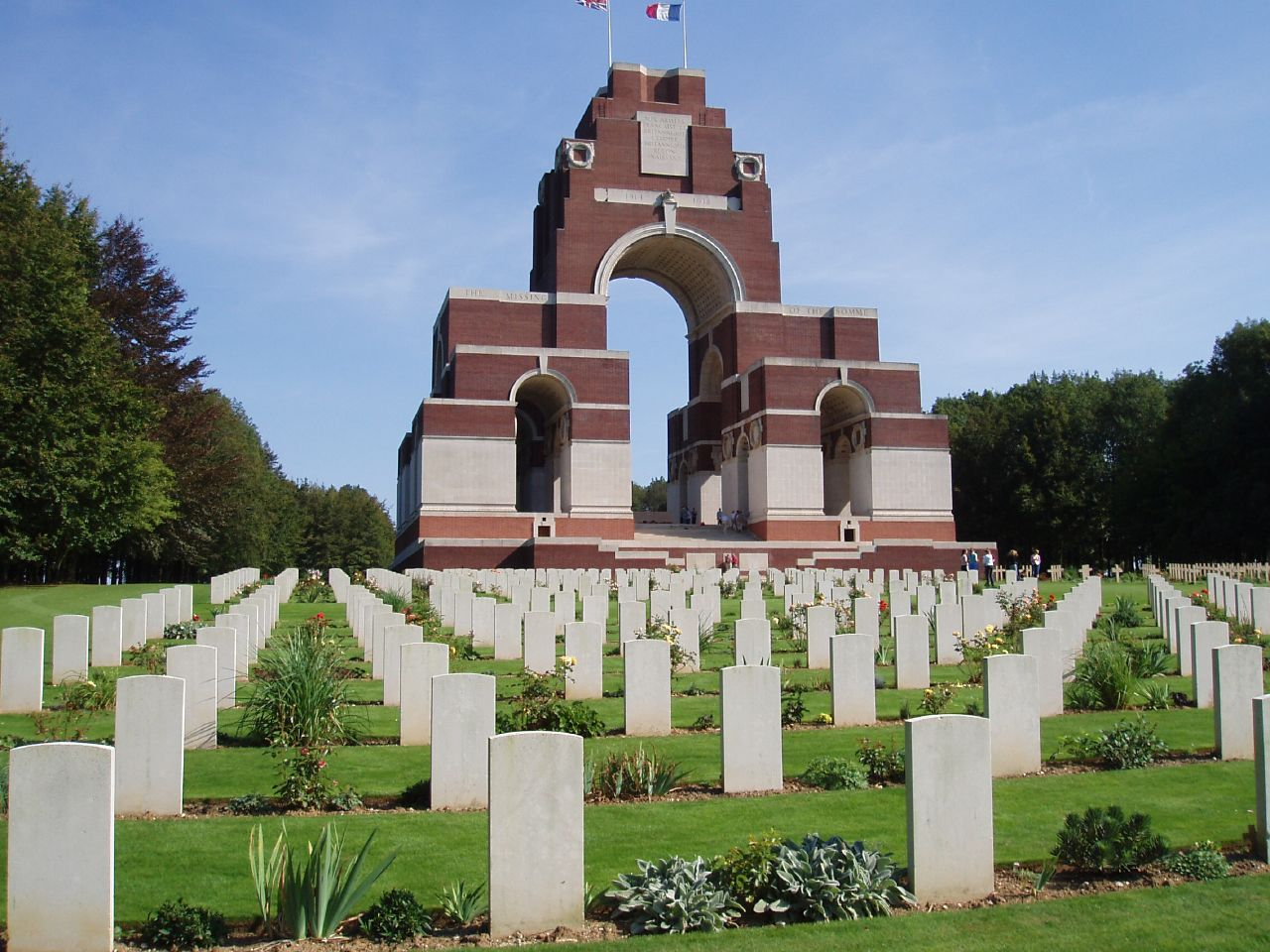
Soldatenfriedhof am Thiepval-Denkmal, letzte Ruhestätte von Currie

Duncan Currie wurde im August 1892 in Kilwinning geboren. Seine Fußballkarriere begann er in seiner Heimatstadt bei den Kilwinning Rangers. Im Jahr 1912 wechselte Currie nach Edinburgh zu Heart of Midlothian. In drei Spielzeiten absolvierte er 45 Ligaspiele in der Division One. In der Saison 1914/15 war Currie bei den „Hearts“ Stammspieler und wurde mit dem Verein hinter Celtic Glasgow Vizemeister in Schottland. Dabei spielte er in einer Mannschaft mit seinem Bruder Bob Currie, nachdem dieser vom FC Bury aus England zurückgekehrt war. Ein weiterer Bruder, Sam Currie spielte ab 1909 über 20 Jahre bei Leicester City.
Ein Jahr nach dem Ausbruch des Ersten Weltkriegs trat Currie im Jahr 1915 dem 16. Battalion der Royal Scots in der British Army bei. Das Battalion wurde von George McCrae aufgestellt, in dem sich viele professionelle Fußballspieler als Freiwillige meldeten. Später wurde es als McCrae’s Battalion bekannt und im Jahr 2014 in die Scottish Football Hall of Fame gewählt. Currie diente als Sergeant in McCrae’s Bataillon. Er wurde am ersten Tag bei der Schlacht an der Somme in der Nähe des Ortes Ovillers-la-Boisselle getötet. Seine letzte Ruhestätte fand er auf dem Soldatenfriedhof am Thiepval-Denkmal in Thiepval.